# André Zoete
André Georges Zoete (ur. 30 sierpnia 1931 w Lille) – francuski zapaśnik walczący przeważnie w stylu wolnym. Trzykrotny olimpijczyk. Piąty w Melbourne 1956; ósmy w Rzymie 1960; czwarty w Tokio 1964 i odpadł w eliminacjach w stylu klasycznym w 1956. Walczył w kategorii do 52 kg.
Uczestnik mistrzostw świata w 1957, 1959 i 1963. Wicemistrz igrzysk śródziemnomorskich w 1959 i 1963 roku.